# Frangipani
|  | Per a altres significats, vegeu «Frangipani (família)». |

El frangipani (Plumeria) és un petit gènere de plantes amb flor de la família Apocynaceae. El gènere comprèn majoritàriament arbustos i matolls perennes i caducifolis i es troba emparentat amb el baladre dels Països Catalans. Hi ha 7 o 8 espècies natives de l'Amèrica tropical i subtropical. Actualment, es troben disperses arreu del tròpic com a planta ornamental, amb una forta presència a la Polinèsia, el subcontinent indi i l'Àsia del sud-est. També es troba a l'Àfrica oriental.
Plumeria rubra (plumèria, frangipani comú o vermell), nativa de Mèxic i Veneçuela, produeix flors que van de grogues a roses depenent de la forma o del seu cultiu. A Mèxic, l'idioma nàhuatl l'anomena "cacalloxochitl", que vol dir "flor del corb". Ha estat usada amb mitjans medicinals com ungüents i pomades. Les flors són fragants i atreuen molt als esfíngids al vespre.

## Galeria

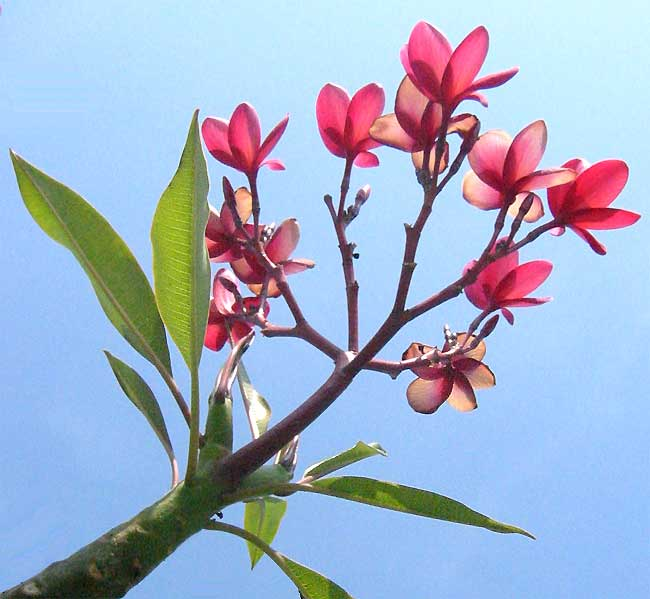
Plumeria rubra; flors
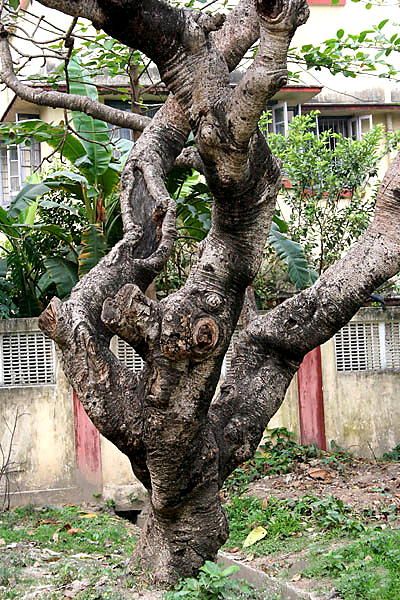
Plumeria obtusa; escorça
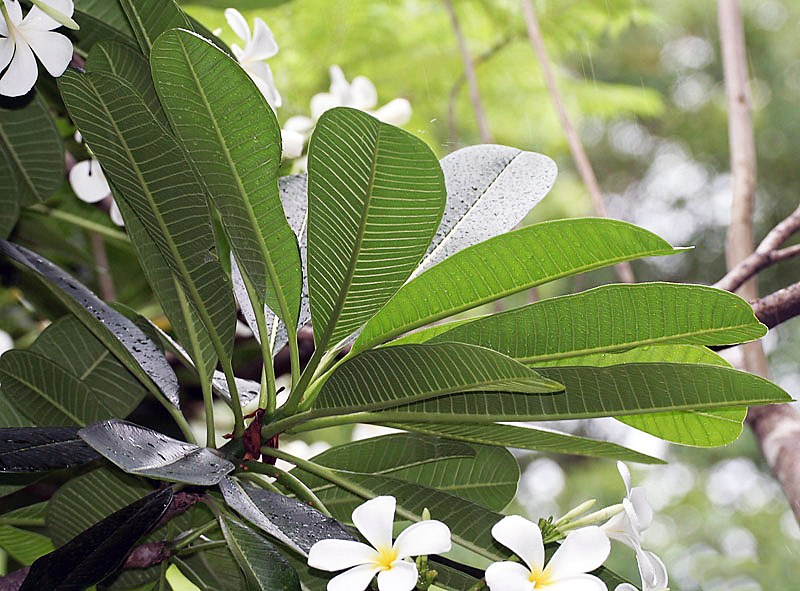
Fulles
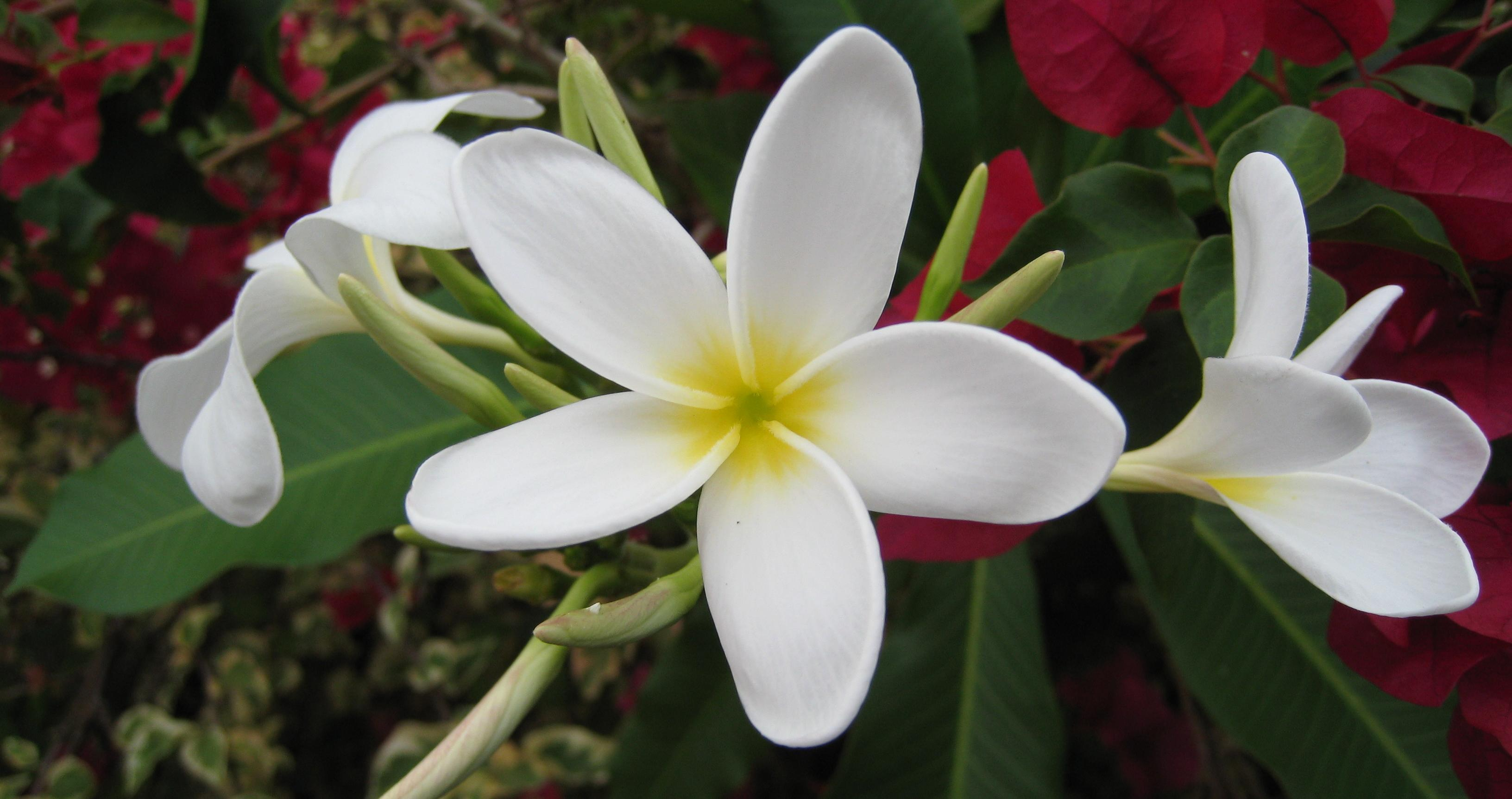
Flor
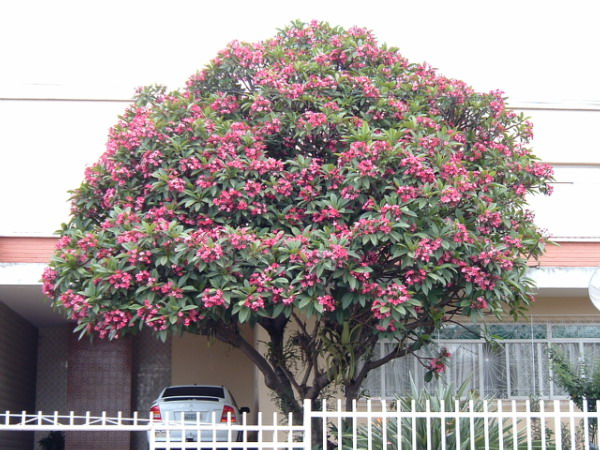
Plumeria rubra; arbre
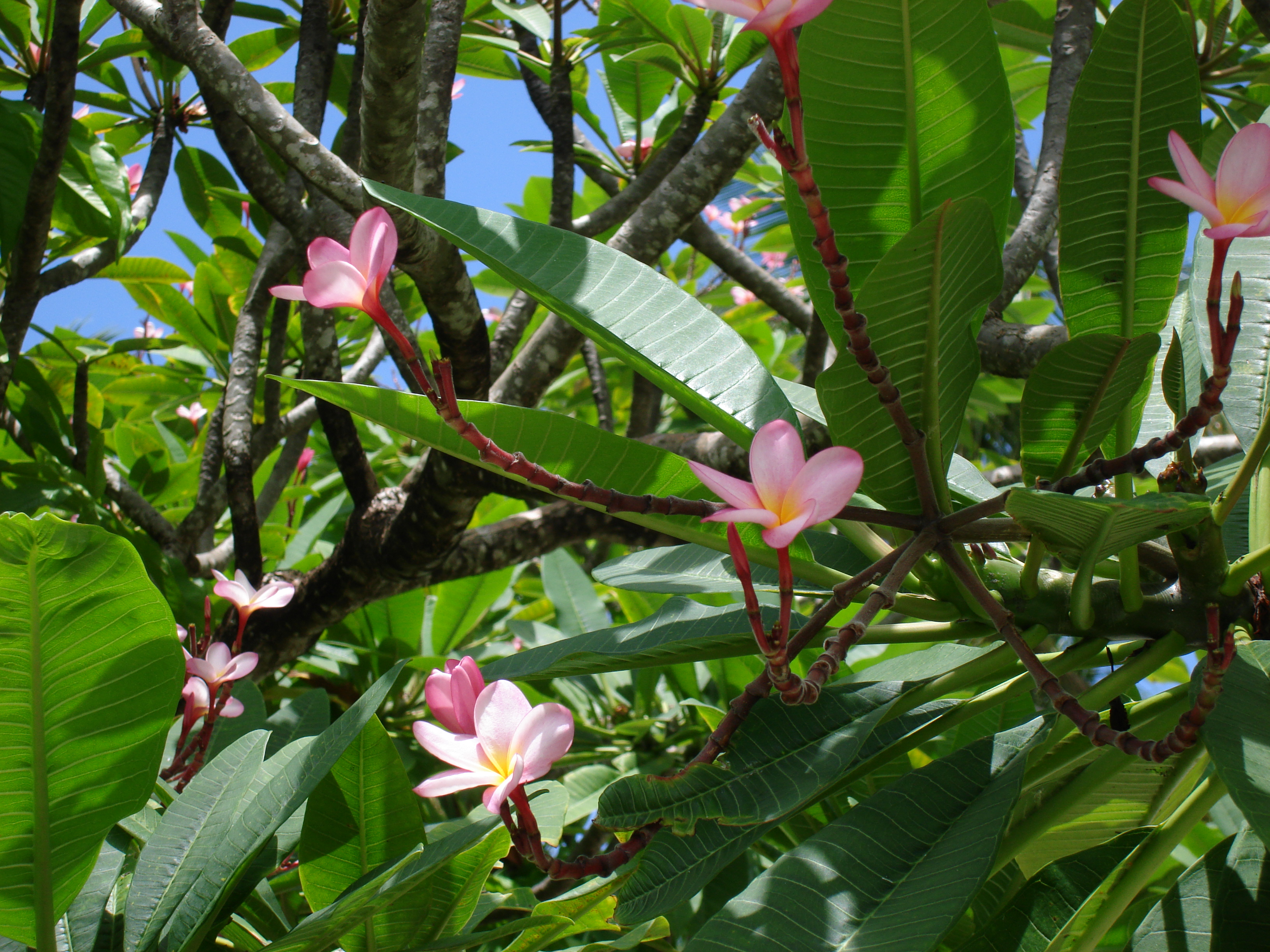
Plumeria sp. rosada a Guadeloupe
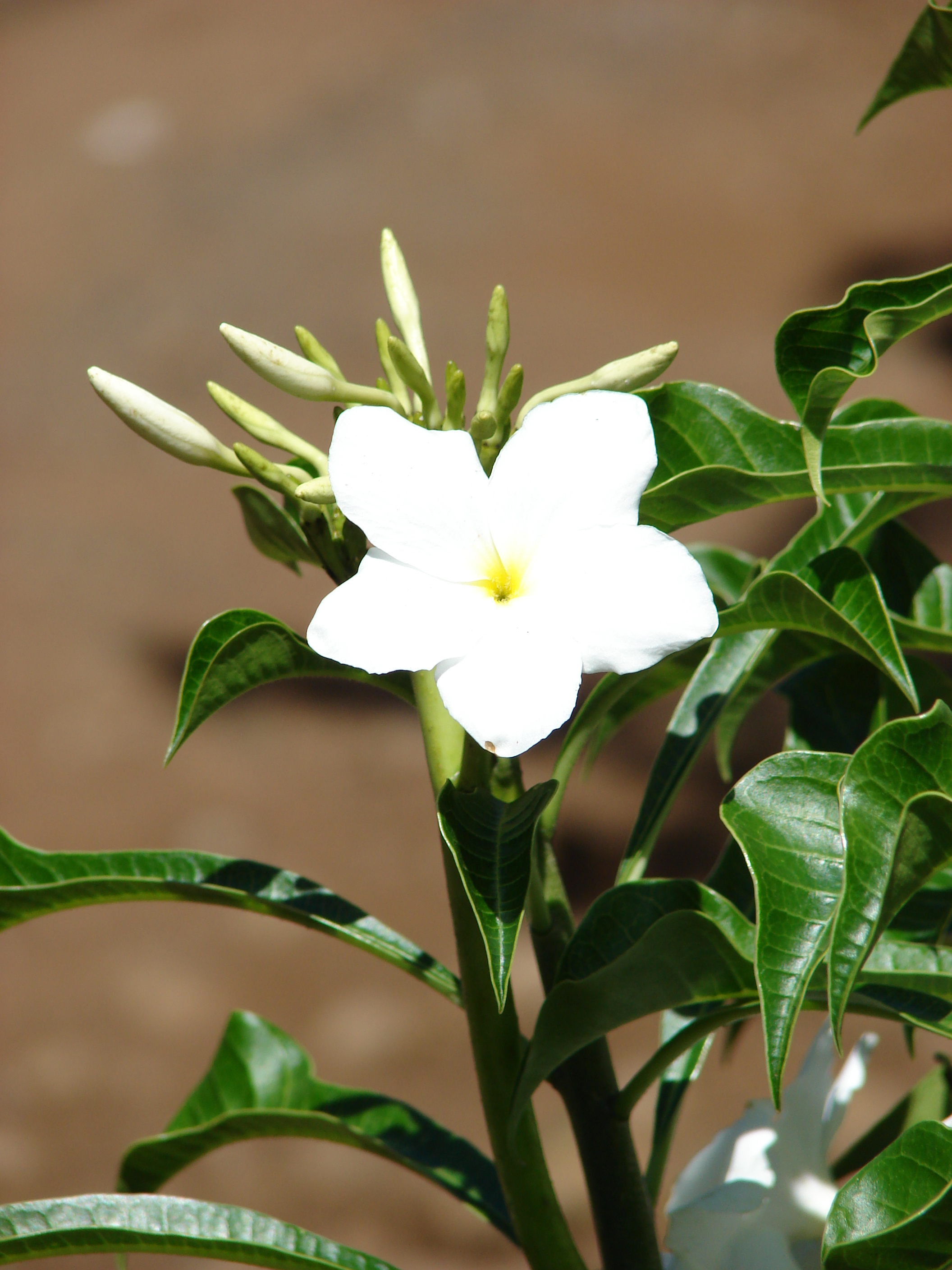
Plumeria pudica
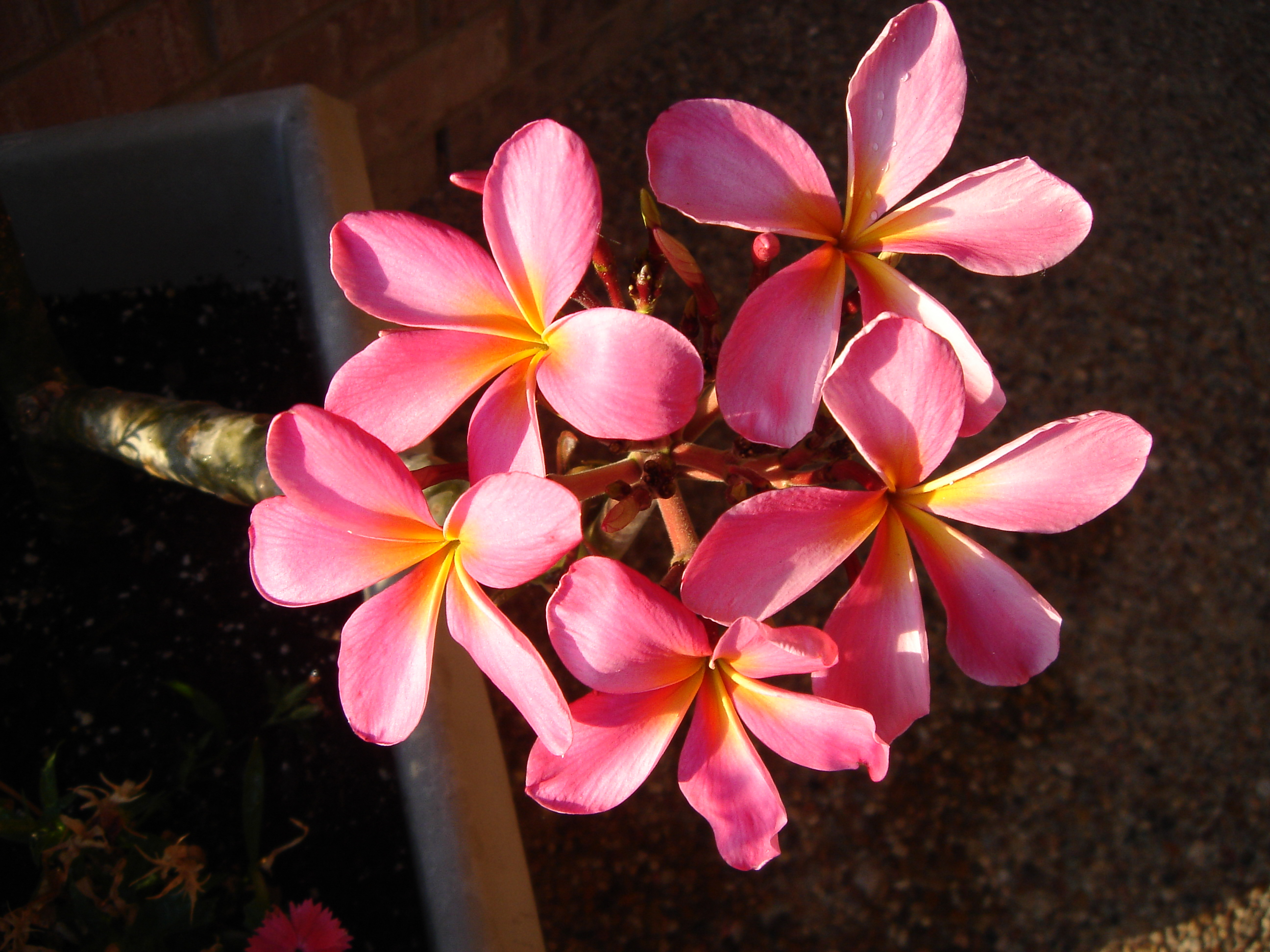
Plumeria rubra
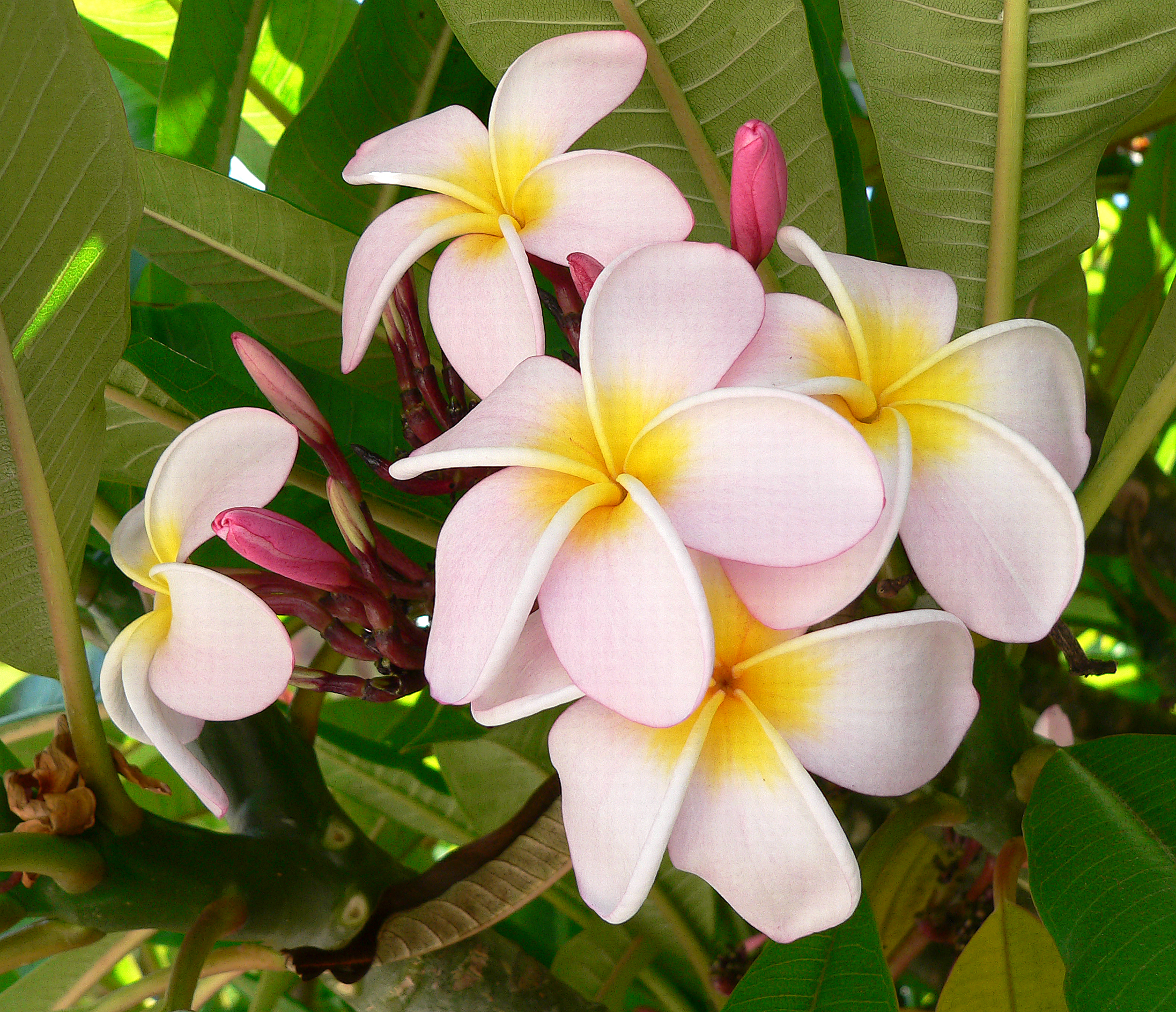
Flors a l'Àfrica del Sud
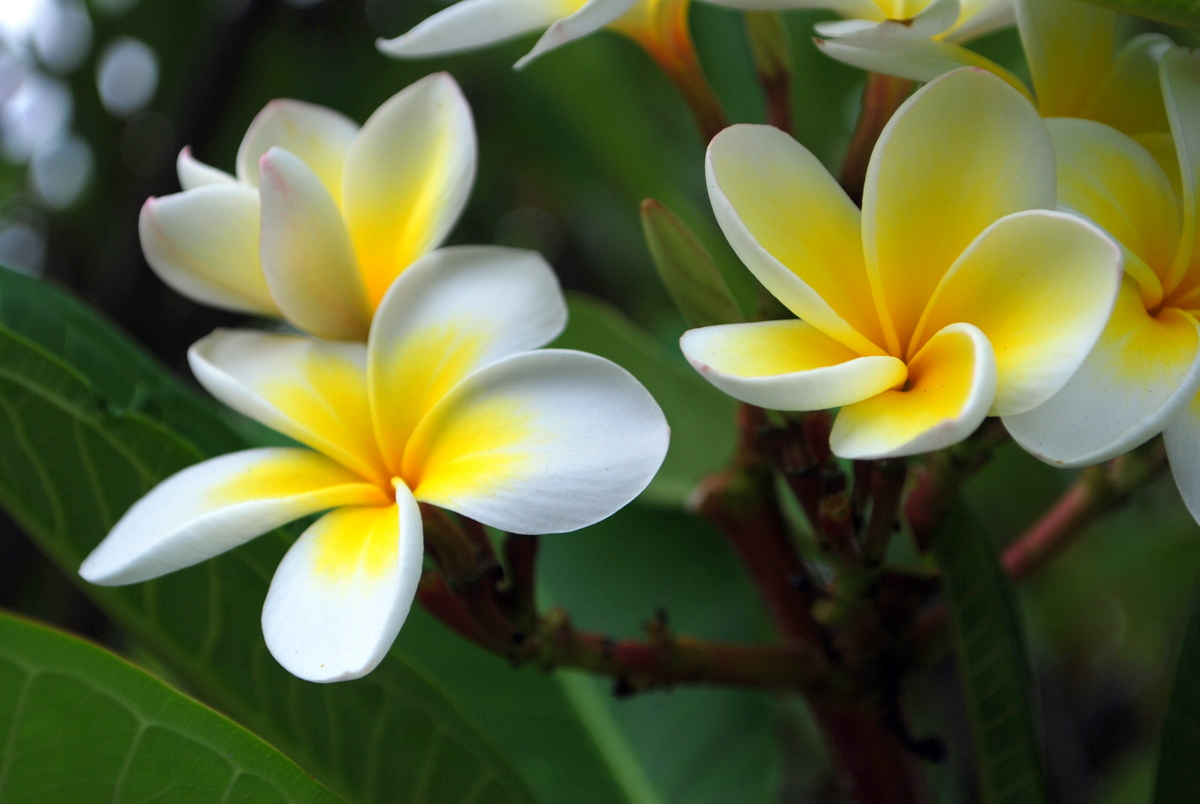
Flors
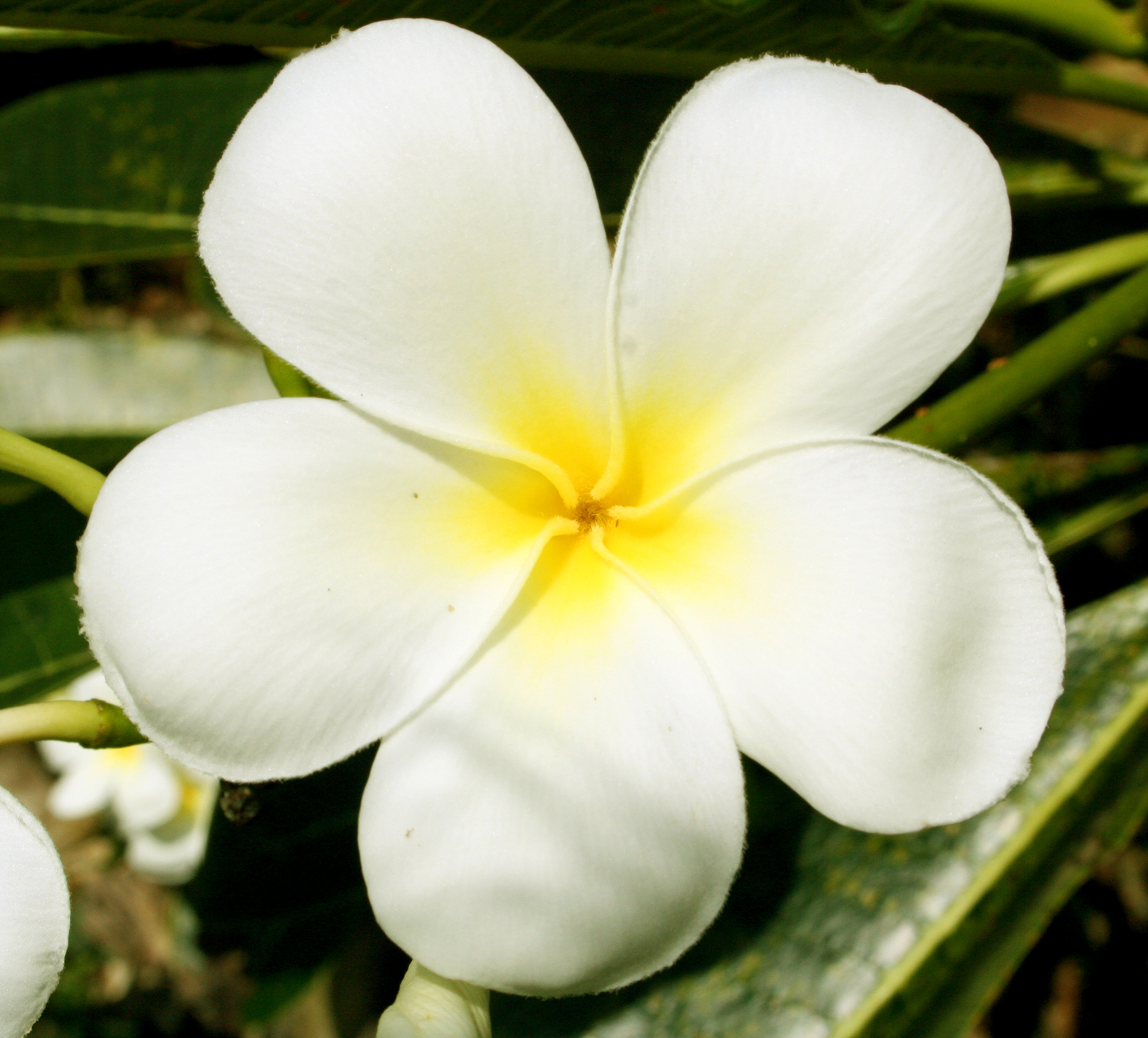
Plumeria obtusa; flor
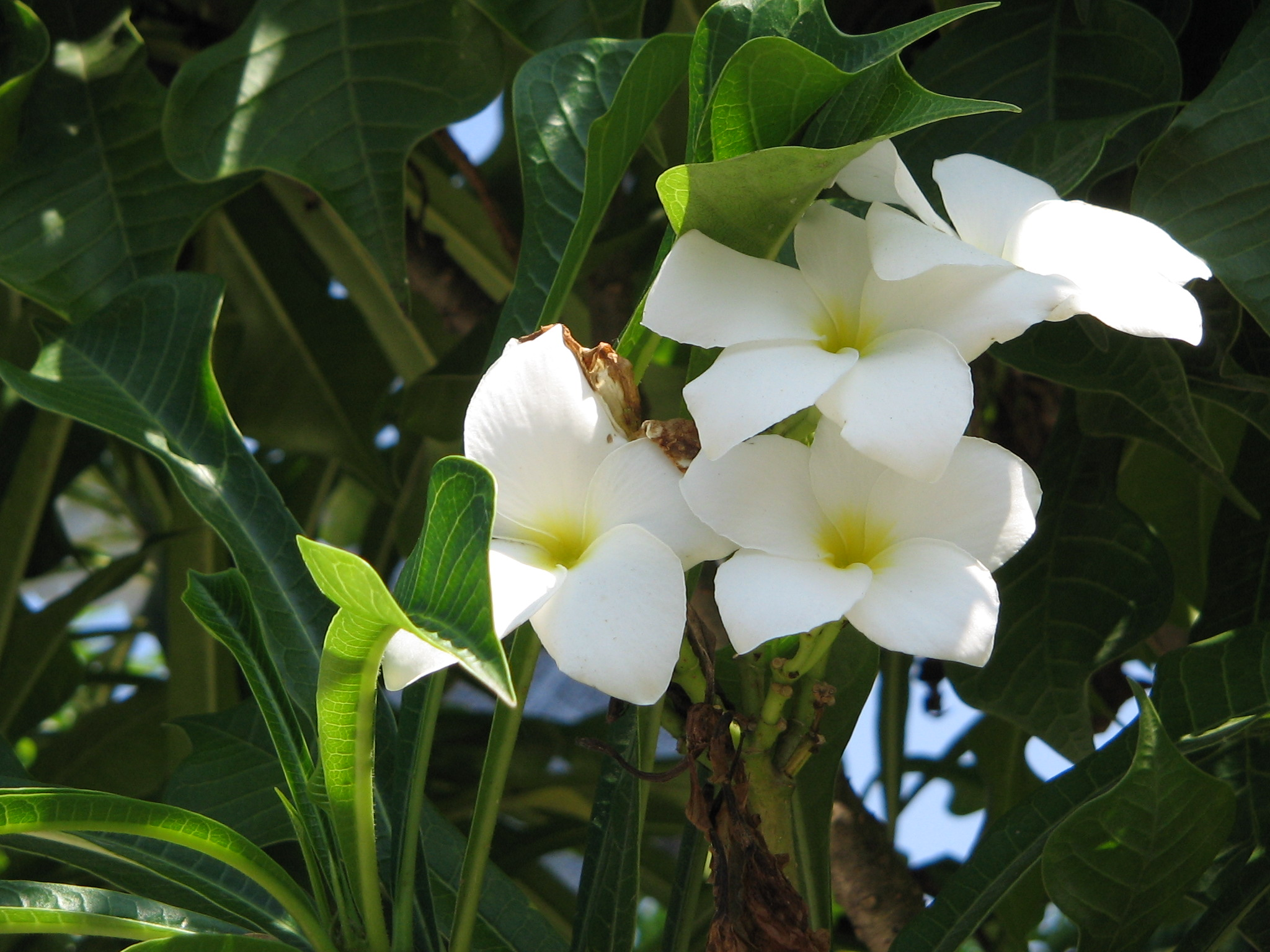
Plumeria pudica; flors